# Mount Augustana
Mount Augustana är ett berg i Antarktis. Det ligger i Västantarktis. Nya Zeeland gör anspråk på området. Toppen på Augustana är 2 800 meter över havet.